# トーマス・エルロイ・オーバーハイム

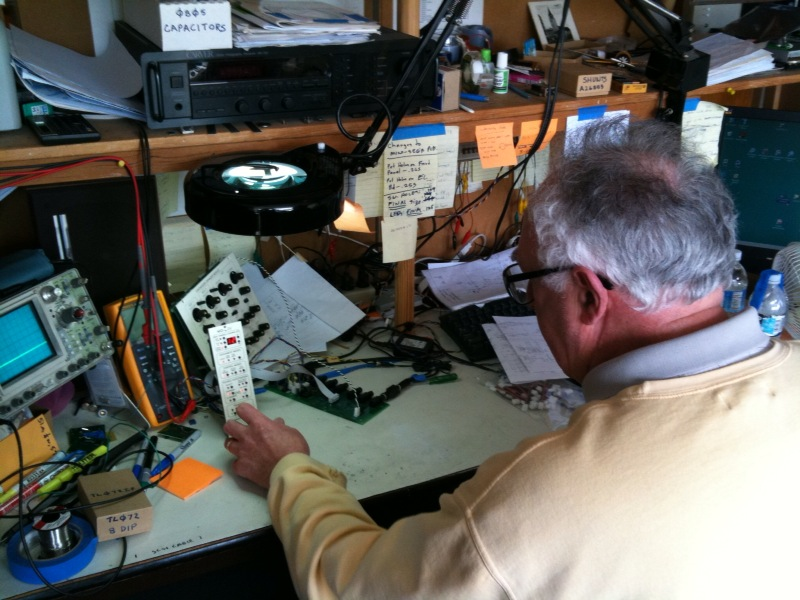
トム・オーバーハイム

トーマス・エルロイ・オーバーハイム（Thomas Elroy Oberheim ）は一般にトム・オーバーハイム（Tom Oberheim ）として知られるアメリカ合衆国のエンジニア、発明家である。
カンザス州マンハッタンにて生まれた。1954年秋にカンザス州立大学電子工学部に入学し音楽や物理を学んだ。卒業後はコンピューターエンジニアとして働きながら音楽家である友人ドン・エリスの依頼でアンプを製作、さらに製作したリング・モジュレーターが評判を呼び、Maestroというブランドで製品化された。特にヒットしたのはフェイズ・シフターであり、3万台生産された。
1971年アープのディーラーとしてシンセサイザー販売を短期間経験した後、その経験、知識とMaestroエフェクターの収益で1973年にオーバーハイム・エレクトロニクスを設立した。1974年 E-mu Systemsからポリフォニック技術のライセンスを受け、1975年に初期の一体型ポリフォニックシンセサイザーの一つを開発し 、MIDI規格の策定にも参画するなどした実績から「シンセサイザーの生みの親」と呼ばれるようになったが、オーバーハイム・エレクトロニクスは顧問弁護士に乗っ取られ、追い出される形で退社した。
1987年Marion Systems を設立、AKAI professionalの12bitサンプラーS900を16bitにアップグレードするキットやMPCシリーズのSCSIボードなどを製作した後、アナログ8ボイスシンセモジュールMSR-2を製作している。※MSR-2開発をもちかけたのは当時のカメオインタラクティブ（日本企業）である。
1999年Seasoundを設立している。